# Möser
Möser ist eine Einheitsgemeinde im Landkreis Jerichower Land in Sachsen-Anhalt.

## Geographie
Die Gemeinde Möser nordöstlich von Magdeburg liegt vier Kilometer von der Elbe entfernt. Durch das Gemeindegebiet verläuft die A2.

### Gemeindegliederung
Die Gemeinde Möser besteht aus den folgenden Ortschaften:
- Hohenwarthe
- Körbelitz
- Lostau
- Möser
- Pietzpuhl
- Schermen

sowie den folgenden Siedlungen:
- Alt Lostau
- Kanalsiedlung
- Neu Külzau
- Ottohof
- Waldschänke

## Geschichte
Bis zum 1. Januar 2005 waren die Gemeinden Hohenwarthe, Körbelitz, Lostau, Möser, Pietzpuhl und Schermen in der Verwaltungsgemeinschaft Möser.
Ab dem 1. Januar 2005 gehörte die Gemeinde Möser zur Verwaltungsgemeinschaft Biederitz-Möser.
Am 1. Januar 2010 schlossen sich die Gemeinden Möser, Hohenwarthe, Körbelitz, Lostau, Pietzpuhl und Schermen zur neuen Gemeinde Möser zusammen.

## Politik

### Gemeinderat
Der Gemeinderat hat 20 gewählte ehrenamtliche Mitglieder. Zusätzliches Mitglied ist der Bürgermeister. Die Amtszeit beträgt 5 Jahre. 
Die Gemeinderatswahl am 26. Mai 2019 führte zu folgendem Ergebnis:
| Partei / Liste          | Stimmen | Anteil | Sitze |
| CDU                     | 3722    | 30,0 % | 6     |
| AfD                     | 1525    | 12,3 % | 2     |
| Die Linke               | 1639    | 13,2 % | 3     |
| SPD                     | 3462    | 27,9 % | 6     |
| FDP                     | 1184    | 09,5 % | 2     |
| Wählergruppen           | 0269    | 02,2 % | –     |
| Einzelbewerber          | 0608    | 04,9 % | 1     |
| Wahlbeteiligung: 61,2 % |         |        |       |

### Bürgermeister
Marko Siemon (SPD) ist Bürgermeister der Gemeinde Möser. Er wurde am 15. Oktober 2023 mit 67 Prozent der gültigen Stimmen gewählt. Die Wahlbeteiligung lag bei 46 %.

### Wappen
Das Wappen wurde am 1. März 2010 durch den Landkreis genehmigt.
| Wappen von Möser | Blasonierung: „In Silber ein blaues Flechtkreuz mit leicht auseinander geschobenen Kreuzbalken, bewinkelt von oben je zwei diagonal versetzt im Winkel stehenden sechsstrahligen blauen Sternen und unten je einem sechsstrahligen blauen Stern.“ |
| Wappen von Möser | Wappenbegründung: Das Flechtkreuz hat eine doppelte Bedeutung: Zum einen nimmt es Bezug auf das Wasserstraßenkreuz, mit dem auch die Schleuse Hohenwarthe verbunden ist. Zum anderen symbolisiert das ineinander verwobene Flechtkreuz auch den Zusammenschluss der einzelnen Ortschaften, die sich nun auf eine gemeinsame Entwicklung ausrichten. Die sechs Ortschaften drücken sich in den sechs gleich großen Sternen aus. |

Das von dem Magdeburger Kommunalheraldiker Jörg Mantzsch gestaltete Wappen wurde auf der konstituierenden Sitzung am 26. Januar 2010 vom Rat der Gemeinde Möser beschlossen.

### Flagge
Die Flagge ist blau-weiß-blau (1:4:1) gestreift (Querform: Streifen waagerecht verlaufend, Längsform: Streifen senkrecht verlaufend) und mittig mit dem Wappen belegt.

## Wirtschaft und Infrastruktur
Möser hat keine bedeutenden industriellen Ansiedlungen. Die Wirtschaft im Ort ist geprägt von kleineren Handwerksbetrieben wie Dachdeckern, Klempnern und vor allem Gärtnereien.
Nennenswerte größere Unternehmen sind die seit 1991 in Möser existierende SCHMIEDL Metall- & Fördertechnik. Dieses Unternehmen produziert Förderanlagen, Krananlagen und Hüttenwerksausrüstungen und beschäftigte per 30. Juni 2005 72 Mitarbeiter. Weiterhin erwähnenswert ist die Siebert Objektmöbel GmbH & Co KG, die im Bereich der Apothekenausstattung und dergleichen tätig ist.

### Verkehr
Durch Möser führt die Bahnstrecke Berlin–Magdeburg. Im Ort gibt es einen Bahnhof.
Der Ort wird von der Bundesstraße 1 durchquert und dadurch auch an die 2 km entfernte Bundesautobahn 2 angeschlossen.
Auf dem Gebiet der Gemeinde Möser befindet sich auch ein wichtiges Wasserstraßen-Bauwerk, das Wasserstraßenkreuz Magdeburg. Hier überquert die Kanalbrücke Magdeburg des Mittellandkanals die Elbe.

### Bildung
Eine Grundschule und eine Sekundarschule sind im Ort vorhanden.
Die Kindertagesstätte wurde geschlossen und zum September 2008 in einem Neubau mit der Einrichtung Schermen zusammengelegt.

## Bauwerke
Die in der Gemeinde befindlichen Kulturdenkmale sind in der Liste der Kulturdenkmale in Möser eingetragen, die Bodendenkmale in der Liste der Bodendenkmale in Möser.